# ألفريد شوتز
ألفريد شوتز (بالألمانية: Alfred Schütz)‏ ولد في فيينا عام 1899 وتوفي في نيويورك في عام 1959.

## السيرة الذاتية

### نشأته
وُلد شوتز في 13 أبريل 1899 في فيينا في النمسا لعائلة يهودية من الطبقة المتوسطة العليا وكان طفلًا وحيدًا. جُند في الجيش النمساوي بعد تخرجه من المدرسة الثانوية، وترقى بسرعة إلى الرتبة الأمريكية المعادلة للملازم أول. أُرسل فوجه للقتال في سلسلة من المعارك العنيفة على الجبهة الإيطالية في الحرب العالمية الأولى.

### دراسته وحياته
التحق شوتز بجامعة فيينا في عام 1918، وحصل على شهادة في القانون. التحق أيضًا خلال الفترة التي أمضاها في جامعة فيينا بأكاديمية فيينا للتجارة الدولية منذ عام 1919 إلى 1920 واختص في القانون الدولي. حضر شوتز خلال فترة وجوده في جامعة فيينا محاضرات ألقاها ماكس فيبر، وشعر أنَّ فيبر ترك مشكلة المعنى دون إجابة. ذكر فاغنر 1983 أنَّ اهتمام شوتز بمشكلة المعنى كان نتيجةً لتجاربه في القتال إلى جانب عودته إلى فيينا الجائعة والمتهالكة اقتصاديًا.
تزوج شوتز في عام 1926 من إلز هايم بعد امتلاكه عملًا ثابتا وبارزًا في مجال الخدمات المصرفية الدولية. أصبح المدير المالي لشركة رايتلر وشركاه، وشركة فيينا المصرفية. وصفه إدموند هوسرل بأنه «مصرفي في النهار وفيلسوف في الليل». فرَّ شوتز في عام 1933 بسبب تهديد صعود هتلر في ألمانيا وفرَّ أيضًا غيره من المثقفين في النمسا لطلب اللجوء في الدول الحليفة. انتقل شوتز وعائلته إلى باريس في عام 1938 وعاش في المنفى السياسي. عمل شوتز كمحامي دولي لشركة رايتلر وشركاه، ثم انتقل إلى الولايات المتحدة في عام 1939، حيث أصبح عضوًا في هيئة التدريس في المدرسة الجديدة. درّس علم الاجتماع والفلسفة بالإضافة إلى كونه رئيسًا لقسم الفلسفة. كان شوتز باحثًا فريدًا من نوعه في العلوم الاجتماعية إذ امتهن القانون معظم حياته خلال تدريسه بدوام جزئي في المدرسة الجديدة للبحوث الاجتماعية في نيويورك. وكتب بالإضافة إلى ذلك أوراقًا بحثية رئيسية في الظاهراتية ضمن أربعة مجلدات في أثناء عمله بدوام كامل في البنك. حصل شوتز على مساعدة كبيرة من زوجته إلز التي نسخت مذكراته ورسائله من مسوداته.
توفي شوتز في 20 مايو عام 1959 في مدينة نيويورك عن عمر ناهز الستين.

## حياته الفكرية
ركّز شوتز بشكل رئيسي على الظواهر ومنهجية العلوم الاجتماعية، ولكن كان هدفه الرئيسي هو إنشاء أساس فلسفي للعلوم الاجتماعية. تأثّر شوتز كثيرًا بلودفيج فون ميزس وهنري بيرجسون وويليام جيمس وإدموند هوسرل. انتقد شوتز بشدة النهج السلوكي لميد بعكس الاعتقاد السائد على الرغم من أنَّ أعماله كانت توازي تحليل جورج هربرت ميد للمعاني داخل التفاعلات الاجتماعية. لم يكن شوتز أبدًا طالبًا لهوسرل لكنه درس مع زميله فيليكس كوفمان أعمال هوسرل بشكل مكثف من أجل البحث عن أساس لعلم الاجتماع التفسيري المستمد من ماكس ويبر. نشرَ في عام 1932 أول كتاب منشور تحت عنوان الهيكل الهادف للعالم الاجتماعي، والذي نُشر باللغة الإنجليزية تحت اسم ظاهرة العالم الاجتماعي. درس شوتز التكرار العام للظواهر لأنه رأى أنَّ الحياة اليومية هي الأكثر أهمية للتحليل. أثنى شوتز في هذا العمل وانتقد تفكير ويبر في القضايا المتعلقة بالظواهر الاجتماعية. أُعجب شوتز بأفكار ويبر عن النمط المثالي الذي لا يسمح بدخول الاهتمامات أو القيم الشخصية في سياق النظرية الاجتماعية. يُشار إلى هذه الحالة باسم الدولة الخالية من القيم. أثار هذا الكتاب اهتمام هوسرل، الذي زاره كثيرًا وتواصل معه حتى توفي هوسرل في عام 1938. ومع ذلك لم يستطع شوتز قبول طلب هوسرل لمساعدته في عمله في جامعة فرايبورغ لأسباب شخصية.
تمثّلت مخاوف شوتز الرئيسية في كيفية فهم الناس لوعي الآخرين في أثناء عيشهم ضمن تيار وعيهم الخاص. تحدث كثيرًا عن الهدف المشترك ضمن معنى أكبر. استخدمه للحديث عن الاهتمام بالعالم الاجتماعي، وتحديدًا بالطبيعة الاجتماعية للمعرفة. درسَ قسم كبير من عمله عالم الحياة. والذي خلق الناس ضمنه واقعًا اجتماعيًا في ظل قيود العوامل والهياكل الاجتماعية والثقافية الموجودة مسبقًا. ركّز بشكل كبير على «العلاقة الجدلية بين الطريقة التي يبني بها الناس الواقع الاجتماعي والواقع الاجتماعي والثقافي الغامض الذي يرثونه عن آبائهم في العالم الاجتماعي».
يُعرف شوتز أيضًا باعتقاده أنَّ البشر حاولوا تصنيف كل شيء مثل الأشخاص والأشياء لفهمها بشكل أفضل في سياق المجتمع. اعتقد أنَّ أنماط التصنيف المختلفة التي نستخدمها تخبرنا كيف نفهم ونتفاعل مع الأشخاص والأشياء في العالم الاجتماعي.

## إرثه
أثرت كتابات شوتز بشكل كبير على علم الاجتماع سواء على نهج الظاهراتية في علم الاجتماع (من خلال عمل توماس لوكمان وبيتر بيرغر) ونهج الإثنيات من خلال كتابات هارولد جارفينكل. تأثر لوكمان بأعمال شوتز. أكمل لوكمان الذي درس أعمال شوتز عمله على هياكل عالم الحياة بعد وفاة شوتز من خلال ملء ملاحظاته غير المكتملة. واصل بيرغر ولوكمان استخدام أعمال شوتز لفهم الثقافة والواقع البشري من خلال تطوير شكل جديد لعلم اجتماع المعرفة. كتب فاجانيس في عام 2011: يمكن القول إنَّ بيتر بيرغر هو أفضل عالم اجتماع حي معروف متأثر بشوتز وذلك بسبب كتابته في نظرية البناء الاجتماعي التي شرحت كيف تساهم عمليات النقل الخارجي وأفكار الموضوعية والاستبطان في البناء الاجتماعي للواقع.

### علم الظواهر
نشأ علم الظواهر مع دراسات إدموند هوسرل. التقى شوتز بهوسرل ودرسَ مؤلفاته. إنَّ علم الظواهر هو دراسة الأشياء كما تظهر. غالبًا ما يُقال أيضًا إنها علوم وصفية لا تفسيرية: يتمثل الهدف المحوري لعلم الظواهر في تقديم وصف واضح للطرق التي تظهر بها الأشياء. توجد العديد من الفرضيات التي تساعد في تفسير الظواهر. ترفض أول فرضية مفهوم البحث الموضوعي ويفضل علماء الظواهر جمع الافتراضات من خلال عملية تسمى الحقبة الظاهرية. وثانيًا يعتقد علم الظواهر أنَّ تحليل السلوك البشري اليومي سيوفر فهمًا شاملًا للطبيعة. والافتراض الثالث هو أنه يجب دراسة الأشخاص وسؤالهم.

### الظواهر الاجتماعية
الظواهر الاجتماعية هي مزيج من البناء الاجتماعي للواقع ومنهج القياس الإثني. اهتمت بكيفية استخدام الناس للتفاعلات اليومية العادية لإنتاج شعور بالواقعية والهدف. تعلقت معظم أعمال شوتز بالطرق المستخدمة لبناء الواقع من خلال التجارب اليومية.

## مؤلفاته
- Phenomenology of the Social World(من الظواهر الاجتماعية في العالم)
- On Phenomenology and Social Relations(على فلسفة الظواهر والعلاقات الاجتماعية)

## روابط خارجية
- ألفريد شوتز على موقع الموسوعة البريطانية (الإنجليزية)